# Калмыков, Александр Михайлович
 Алекса́ндр Миха́йлович Калмыко́в (6 декабря 1863, Москва — 4 февраля 1930, там же) — российский и советский архитектор, мастер модерна. Автор производственных корпусов фабрики «Эйнем».

## Биография
В 1889 году окончил с Малой серебряной медалью Московское училище живописи, ваяния и зодчества, получив звание неклассного художника архитектуры. В 1891—1904 годах служил участковым архитектором. Помимо собственной архитектурной практики, выполнял заказы на постройку зданий по чужим проектам. Жил в Москве на Большой Ордынке, 28.
Похоронен на Ваганьковском кладбище.

## Работы в Москве
- Мелкие строительные работы в Заиконоспасском монастыре (1892, Никольская улица, 9);
- Постройки во владении Товарищества Бахрушиных (1892, Зацепский вал, 37/12);
- Главный дом, планировка участка на даче П. А. Смиронова (1892, Сокольники), не сохранилась;
- Ремонт Городской думы (1897, Площадь Революции, 2);
- Фабричные здания и дом управляющего на макаронной фабрике Динга (1902, Третья Рыбинская улица, 22—24), объект культурного наследия регионального значения[3];
- Жилой дом Абрикосовых с административными помещениями «Товарищества А. И. Абрикосова Сыновей» («Директорский дом»), совместно с архитектором Б. Н. Шнаубертом (1902—1905, Малая Красносельская улица, 7);
- Доходный дом (1903, Лебяжий переулок, 8);
- Доходный дом Н. Г. Григорьева («Пятницое подворье») (1903—1904, Пятницкая улица, 10), ценный градоформирующий объект[3];
- Приспособление дома П. М. Третьякова под художественную галерею по проекту В. Н. Башкирова и рисунку В. М. Васнецова (1903—1905, Лаврушинский переулок, 10);
- Жилой дом, погреб. конюшня и ограда на макаронной фабрике Динга (1904, Третья Рыбинская улица, 22—24);
- Перестройка флигеля Морозовской богадельни (1905, Шелапутинский переулок, 3);
- Доходный дом (1908, Третий Кадашёвский переулок, 5);
- Доходный дом (1908, Первый Голутвинский переулок, 3);
- Производственные корпуса фабрики Ф. Эйнема, руководил строительством архитектор А. Ф. Карст (1911, Берсеневская набережная, 4, 6, 8), объект культурного наследия регионального значения[3];
- Производственные корпуса Московской Голутвинской мануфактуры среднеазиатских и внутренних изделий (1911—1912, 1-й Голутвинский переулок, 8, Якиманская набережная);
- Склад во владении Товарищества Бахрушиных (1914, Зацепский вал, 37/12);
- Достройка жилого дома по изменённому проекту (1924, Милютинский переулок, 20/2 — Бобров переулок, 2/20), ценный градоформирующий объект[3].